# Joniec (gemeente)
De gemeente Joniec is een landgemeente in het Poolse woiwodschap Mazovië, in powiat Płoński.
De zetel van de gemeente is in Joniec.
Op 30 juni 2004 telde de gemeente 2620 inwoners.

## Oppervlakte gegevens
In 2002 bedroeg de totale oppervlakte van gemeente Joniec 72,64 km², waarvan:
- agrarisch gebied: 74%
- bossen: 19%

De gemeente beslaat 5,25% van de totale oppervlakte van de powiat.

## Demografie
Stand op 30 juni 2004:
| Omschrijving                   | Totaal | Totaal | Vrouwen | Vrouwen | Mannen | Mannen |
| ------------------------------ | ------ | ------ | ------- | ------- | ------ | ------ |
| eenheid                        | aantal | %      | aantal  | %       | aantal | %      |
| inwoners                       | 2620   | 100    | 1341    | 51,2    | 1279   | 48,8   |
| bevolkingsdichtheid (inw./km²) | 36,1   | 36,1   | 18,5    | 18,5    | 17,6   | 17,6   |

In 2002 bedroeg het gemiddelde inkomen per inwoner 1115,75 zł.

## Administratieve plaatsen (sołectwo)
Adamowo, Joniec, Joniec-Kolonia, Józefowo, Krajęczyn, Królewo, Ludwikowo, Nowa Wrona, Omięciny, Osiek, Popielżyn Górny, Popielżyn-Zawady, Proboszczewice, Sobieski, Soboklęszcz, Stara Wrona, Szumlin.

## Aangrenzende gemeenten
Nasielsk, Nowe Miasto, Płońsk, Sochocin, Zakroczym, Załuski